# 文化浄化
文化浄化（ぶんかじょうか、英：Cultural cleansing）は、特定の文化的背景をもつ民族・宗教・思想集団が、異なる文化圏や解釈に副わない文化財・文化遺産（文化資本・文化資材）を破壊あるいは文化的活動を阻害する行為を指し、広義では略奪行為も含み、文化的権利や文化的自由を侵害する人権蹂躙とされる。ジェノサイド#定義と由来も参照。

## 視点と実例
文化浄化への非難は現代社会の法秩序や規範の尺度に基づき、かつ西洋的保護主義あるいは伝統擁護意識・政策の中で生きる現代人特有の視点であり、時代や価値観が異なれば違った見方もあるが、古代中国の焚書坑儒や西洋のイコノクラスム、モンゴル帝国のバグダッド包囲戦、スペインのコンキスタドールや植民地における同化政策、ナチス・ドイツの焚書やホロコースト、中華人民共和国の文化大革命、日本の廃仏毀釈なども文化浄化と見做されることもある。

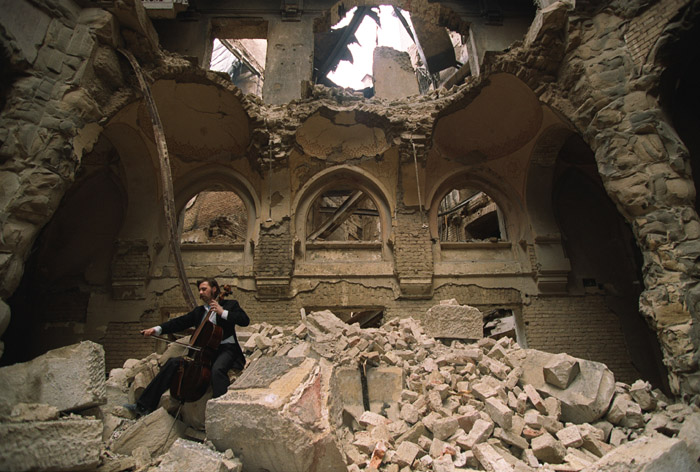
破壊されたサラエヴォ図書館

また、インディアン移住やソビエト連邦での少数民族強制移住など文化的空間・文化的環境を奪うことは、気候風土や生態系に根差した土着文化の継承を困難にし、有史以来のあらゆる文化を抹殺しようとしたカンボジアのクメール・ルージュによる大量虐殺は伝統的な芸能や織物の伝承を途絶えさせる寸前にまで追い込んでおり、このような無形物への破壊行為も文化浄化とされることもある。
文化浄化という言葉が登場したのは、1991年からのユーゴスラビア紛争に伴いサラエヴォの図書館(en)が破壊されたことをうけ、ヨーロッパのメディアにおいて当時深刻な問題となっていた民族浄化の類義語として使われ始めたことによる。なお、この図書館破壊は「記憶殺し」と形容され（初言はスペインの作家フアン・ゴイティソーロによる『Cuaderno de Sarajevo(サラエヴォ・ノート)』）、ユネスコによる記憶遺産制定のきっかけの一つとなった。

## 最近の傾向
文化浄化という言葉が広く浸透したのは、イスラム過激派が巻き起こした一連の破壊行動による。一方でイスラム教徒に限らず、仏教徒によるモスクの破壊、ユダヤ教徒によるモスクの破壊、ヒンドゥー教徒によるモスクの破壊も起きている。
2001年

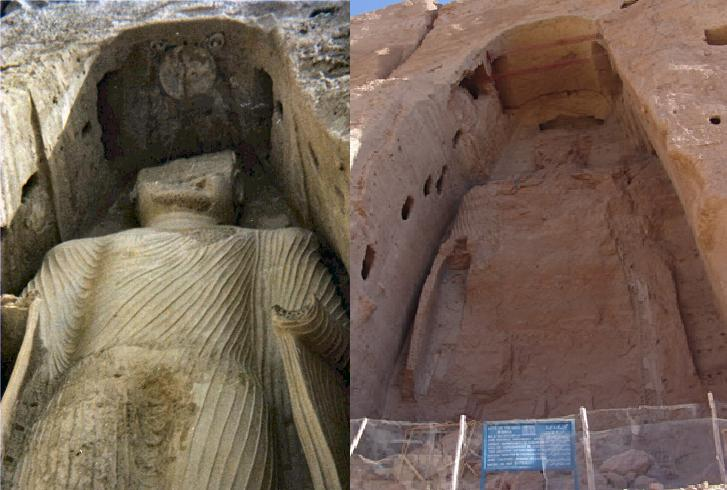
破壊前後のバーミヤン大仏

- アフガニスタンにおいてタリバンがバーミヤン遺跡の磨崖仏二体を爆破。
- アルカイーダによるアメリカ同時多発テロ事件により、ニューヨークなどアメリカの都市文化（英語版）が攻撃された[要出典]。

2011年
- シリア内戦に伴う戦闘でシリアに6件ある世界遺産が破壊され、2013年に全て危機遺産に指定。

2012年

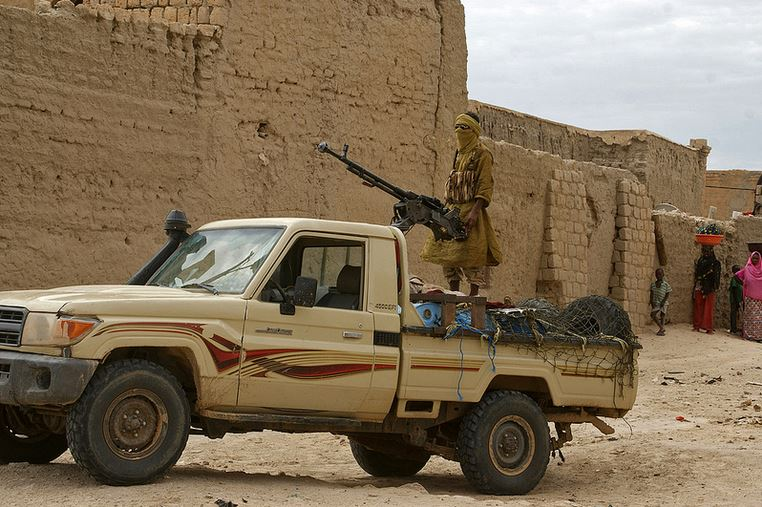
トンブクトゥを占拠したアンサール・アッ＝ディーン

- アンサール・アッ＝ディーンがマリの世界遺産トンブクトゥを破壊[6]。

2014年
- ISIL（イスラム国）によるヤジディ教に対する宗教弾圧（宗教文化の浄化）が露見。

2015年
- ISILがフランスの風刺週刊誌社屋で殺戮を行ったシャルリー・エブド襲撃事件という報道文化（英語版）の浄化が発生。
- ISILによりイラクのニムルドやハトラなどの遺跡が破壊された。
- チュニジアでアンサール・アル＝シャリーアによるものと目されるバルド国立博物館での銃乱射事件発生。文化浄化が目的であったか現時点では不明だが、イスラム教が否定する偶像などを収蔵する博物館・美術館が標的となったことは否めない。これらはイスラム教開祖のムハンマドが、630年にメッカにあるカアバに祀られていた偶像を破壊した行為を準え正当化しているものである。
- ISILがパルミラを発掘したシリア人考古学者ハレド・アサドを同遺跡で殺害。

2020年
- アメリカで男性ジョージ・フロイドが警官に拘束された際に死亡した事件を契機に、デモ活動が続き、世界中で銅像の落書きが相次いでいる。奴隷制の象徴へのヴァンダリズムであるが、コペンハーゲンにある人魚姫の像にracist fishと落書きされ、主旨に一貫性がないと思われる[誰によって?]。

## 政局
2016年アメリカ合衆国大統領選挙における共和党のドナルド・トランプ候補による不法移民やイスラム教徒のアイデンティティを認めない文化的不寛容は、文化浄化に繋がるとされる。　　　　　　　　　　

## 対応
ユネスコのイリナ・ボコヴァ事務局長は「文化浄化」を非難し、国連安全保障理事会に蛮行を停止させるよう求め 、次いで国際刑事裁判所にも戦争犯罪としての調査要請をしており、これを受けて国連安保理は文化財の破壊を非難して文化財の保護強化で加盟国に義務を課す決議を採択し、国際刑事裁判所も捜査を開始した。2015年5月28日には国連総会は全会一致でイラクでの文化浄化を戦争犯罪と非難して各国に保護する措置を呼びかけるA/RES/69/281が決議された。
ユネスコでは「武力紛争の際の文化財の保護に関する条約（ハーグ条約）」と「文化財の不法な輸入、輸出及び所有権譲渡の禁止及び防止の手段に関する条約（ユネスコ条約）」を制定し、「盗取された又は不法に輸出された文化財に関する条約（ユニドロワ条約）」を支援しているが、現実的な取り締まりは困難な状況である。ユネスコは上記のイスラム圏における破壊された文化遺産を支援する「#Unite4Heritage」を立ち上げ、第39回世界遺産委員会においてはISILへの非難決議を採択した。また、上記の京都や奈良といった世界遺産における寺社連続油被害事件に関しては、第41回世界遺産委員会で日本国政府に対し加害者の追求と監視体制強化を求めた。
日本では、武力攻撃等の有事を想定した「文部科学省・文化庁国民保護計画」が策定されており、その中で「指定文化財等の保護に関する措置」を定めている。2001年にバーミヤン遺跡が破壊された際は当時ユネスコ親善大使だった平山郁夫が抗議して流出文化財保護日本委員会を創設して保護を行うなど民間レベルでの活動も行われている。